# Richard Socarides
Richard Socarides (nascido em 1954) foi um assessor da Casa Branca sob o presidente dos Estados Unidos Bill Clinton de 1993 a 1999 em posições de chefia, inclusive como assistente especial do presidente e conselheiro sênior para contatos públicos. Ele atuou como assessor de Clinton para questões gays e lésbicas, e também como Chief Operating Officer do 50º Aniversário da cúpula da Organização do Tratado do Atlântico Norte (OTAN). Depois de deixar a Casa Branca, ele trabalhou como vice-presidente sênior de comunicações corporativas da New Line Cinema de 2003 a 2005.
Um advogado, Socarides atualmente serve como Consultor credenciado do escritório de advocacia Brady Klein & Weissman de Nova York e Los Angeles, onde concentra sua prática no contencioso, direito de família e os direitos de gays e lésbicas.
Socarides é o filho do psiquiatra Charles Socarides, um crítico polêmico da decisão da American Psychiatric Association (Associação Psiquiátrica Americana) de eliminar a homossexualidade de sua lista de transtornos mentais. Richard é abertamente gay.

## Biografia
Socarides ocupou cargos seniores na mídia, na indústria do entretenimento, no governo e na justiça - como um executivo de relações com a mídia e comunicações, como um assessor presidencial na Casa Branca e, como sócio de um escritório de advocacia de New York City; 

### Carreira jurídica
De 1984 a 1990, Socarides foi associado, depois um sócio, do escritório de advocacia Squadron, Ellenoff, Plesent & Sheinfeld de Nova York. Graduou-se pela Hofstra University School of Law e pelo Antioch College. Socarides atuou em diversos conselhos sem fins lucrativos, incluindo organizações dedicadas aos direitos civis, a preservação histórica e renovação urbana, a música e filantropia.

### Carreira Política
Socarides serviu em campanhas políticas nacionais, como director-adjunto para contatos públicos para  Clinton/Gore nas eleições presidenciais dos Estados Unidos de 1996, e como director político e conselheiro sênior para o senador americano Tom Harkin, em 1991-92. Ele também serviu na equipe de Tom Harkin.
De 1993 a 1999, Socarides trabalhou como conselheiro da Casa Branca em uma variedade de posições de chefia. Ele serviu como assistente especial do presidente e conselheiro sênior para contatos públicos e também como Chief Operating Officer do 50º Aniversário da cúpula da Organização do Tratado do Atlântico Norte (OTAN). Ele coordenou a comunicação e a estratégia de eventos, as políticas e sensibilização da comunidade em matéria de iniciativas-chave e representou o presidente e articulou a política de administração em aparições públicas.

### Carreira corporativa
Em 2000, Socarides foi vice-presidente sênior da Robinson Lerer & Strategic Montgomery Communications, uma empresa de consultoria de Nova York. Ele colaborou com relações com a mídia, branding, marketing, políticas públicas e conselhos de gestão de crises para empresas listadas na "Fortune 100" nacionais ou internacionais, principalmente nos setores de mídia e entretenimento, incluindo a American Online, a NBC e a Bertelsmann, entre outras.
Socarides foi  vice-presidente de Relações Corporativas na AOL Time Warner (agora Time Warner), onde era membro sênior da equipe executiva responsável pelo planejamento e posicionamento da estratégia da empresa de responsabilidade social corporativa e do seu programa de sensibilização da comunidade. Ele também gerenciou relações com a mídia e comunicações internas de apoio a essas iniciativas. Durante este mesmo período, Socarides também atuou como vice-presidente da AOL Time Warner Foundation, o braço filantrópico da empresa, onde nesta função ele foi responsável pela construção de uma franquia da marca em torno das iniciativas filantrópicas da empresa e também ajudou a supervisionar o orçamento anual de US $ 20 milhões em doações empresariais.
Como vice-presidente sênior da New Line Cinema e como chefe de seu departamento de comunicações corporativas, Socarides foi responsável pela gestão da imprensa corporativa e das relações com a mídia, bem como a gestão da estratégia de comunicação e gestão de reputação para a empresa e seus executivos. Ele foi um dos membros da equipe que desenvolveu a campanha pelo Oscar de O Retorno do Rei. Ele ganhou 11 Oscars, igualando o recorde de mais estatuetas, incluindo o de Melhor Filme.